# Hoffmannihadrurus gertschi
Espèce
Synonymes
- Hadrurus gertschi Soleglad, 1976

Hoffmannihadrurus gertschi est une espèce de scorpions de la famille des Hadruridae.

## Distribution
Cette espèce est endémique du Guerrero au Mexique.

## Description
Le mâle holotype mesure 90,0 mm et la femelle paratype 99,9 mm.

## Systématique et taxinomie
Cette espèce a été décrite sous le protonyme Hadrurus aztecus par Soleglad en 1976. Elle est placée dans le genre Hoffmannihadrurus par Fet, Soleglad, Neff et Stathi en 2004.

## Étymologie
Cette espèce est nommée en l'honneur de Willis John Gertsch.

## Publication originale
- Soleglad, 1976 : The taxonomy of the genus Hadrurus based on chela trichobothria (Scorpionida: Vejovidae). Journal of Arachnology, vol. 3, no 2, p. 113-134 (texte intégral).